# Hotel górski „Śląski Dom”
Hotel górski „Śląski Dom”, Schronisko Śląskie (słow. Sliezsky dom, niem. Schlesierhaus, węg. Sziléziai-ház) – hotel górski położony w Dolinie Wielickiej (Velická dolina) u stóp Gerlacha, nad Wielickim Stawem (Velické pleso) w słowackich Tatrach Wysokich. Dawniej zwany był także Śląską Gospodą lub Schroniskiem Wielickim.

## Historia
Pierwszym schroniskiem postawionym nad Wielickim Stawem było Schronisko Blásyego (Blásyho chata, niem. Blásy-Hütte, Felker-Seehütte, węg. Felkai-tavi menház), wybudowane nad północno-wschodnim brzegiem z inicjatywy Eduarda Blásyego, zarządcy Starego Smokowca. Budynek postawiony w 1871 roku zmiotła lawina już w marcu 1874 r.
Obecna nazwa schroniska pochodzi z roku 1895, kiedy to Sekcja Śląska MKE, mająca swoją siedzibę we Wrocławiu, wybudowała nad południowo-zachodnim brzegiem Wielickiego Stawu schronisko i nazwała je „Śląski Dom”. Budynek powiększano i przerabiano w latach 1907–1909, 1943 i 1957–1962. Na początku działania (w 1895 r.) schronisko miało 12 miejsc noclegowych, w latach 60. mieściło już ponad 100 osób.
W nocy z 29 na 30 listopada 1962 r. schronisko doszczętnie spłonęło. W jego miejsce w latach 1966–1968 postawiony został obecny obiekt, przekazany do użytku z końcem stycznia 1969 r. Urządzono w nim 167 miejsc noclegowych, z czego 40 w części hotelowej (kategoria B), obejmującej 20 pokoi dwułóżkowych, zaopatrzonych w zimną i ciepłą wodę. W części turystycznej (kategorii A) urządzono kilka pokoi czterołóżkowych oraz dwie ogólne sale noclegowe. W części hotelowej powstała ogólnodostępna restauracja i bufet samoobsługowy. W czasie pielgrzymki na Słowację Śląski Dom odwiedził 3 lipca 1995 r. Jan Paweł II. Pomieszczenie, w którym wówczas przebywał, przekształcono w izbę pamięci.
Innym schroniskiem było Schronisko Hunfalvyego (słow. Hunfalvyho chata, węg. Hunfalvy-kunyhó, Hunfalvy-menedékház, niem. Hunfalvyhütte), otwarte w 1878 r. na Wyżniej Wielickiej Polanie dzięki Węgierskiemu Towarzystwu Turystycznemu (MKE). Kamienno-drewniany budynek miał kuchnię, świetlicę, magazyn, noclegownię, werandę i ogrzewanie piecowe. Po otwarciu Śląskiego Domu służyło już tylko jako obiekt rezerwowy, w razie przepełnienia nowego obiektu. Po zniszczonym podczas pożaru w roku 1913 schronisku pozostały do czasów dzisiejszych jedynie fundamenty, widoczne z Magistrali Tatrzańskiej. Chata nosiła imię pochodzącego z Wielkiego Sławkowa geografa – Jánosa Hunfalvyego (1820–1888).

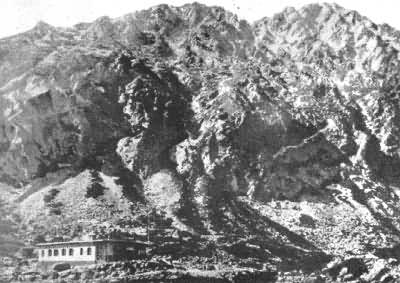
Pierwotna bryła Śląskiego Domu
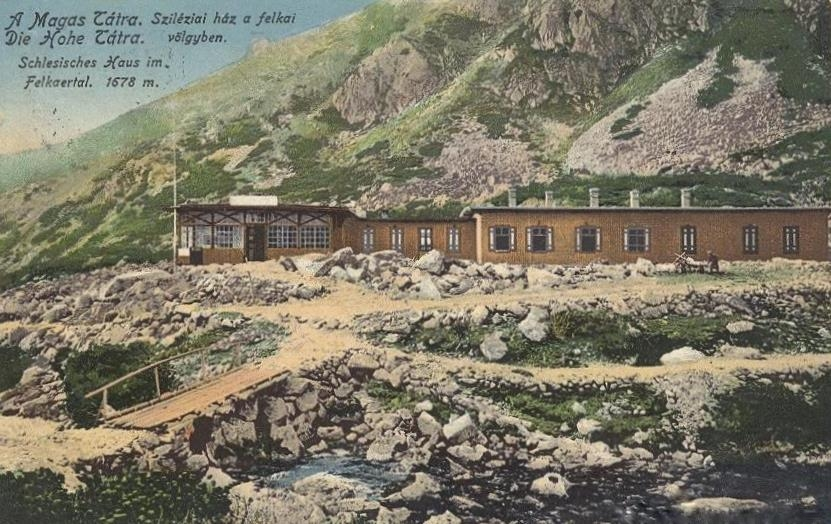
Śląski Dom po pierwszej przebudowie z lat 1907–1909
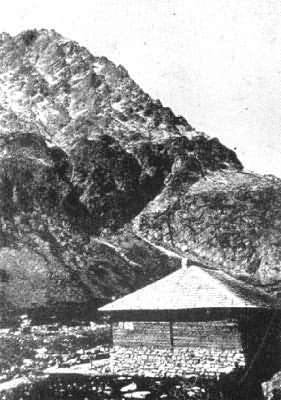
Schronisko Hunfalvyego w końcu XIX wieku
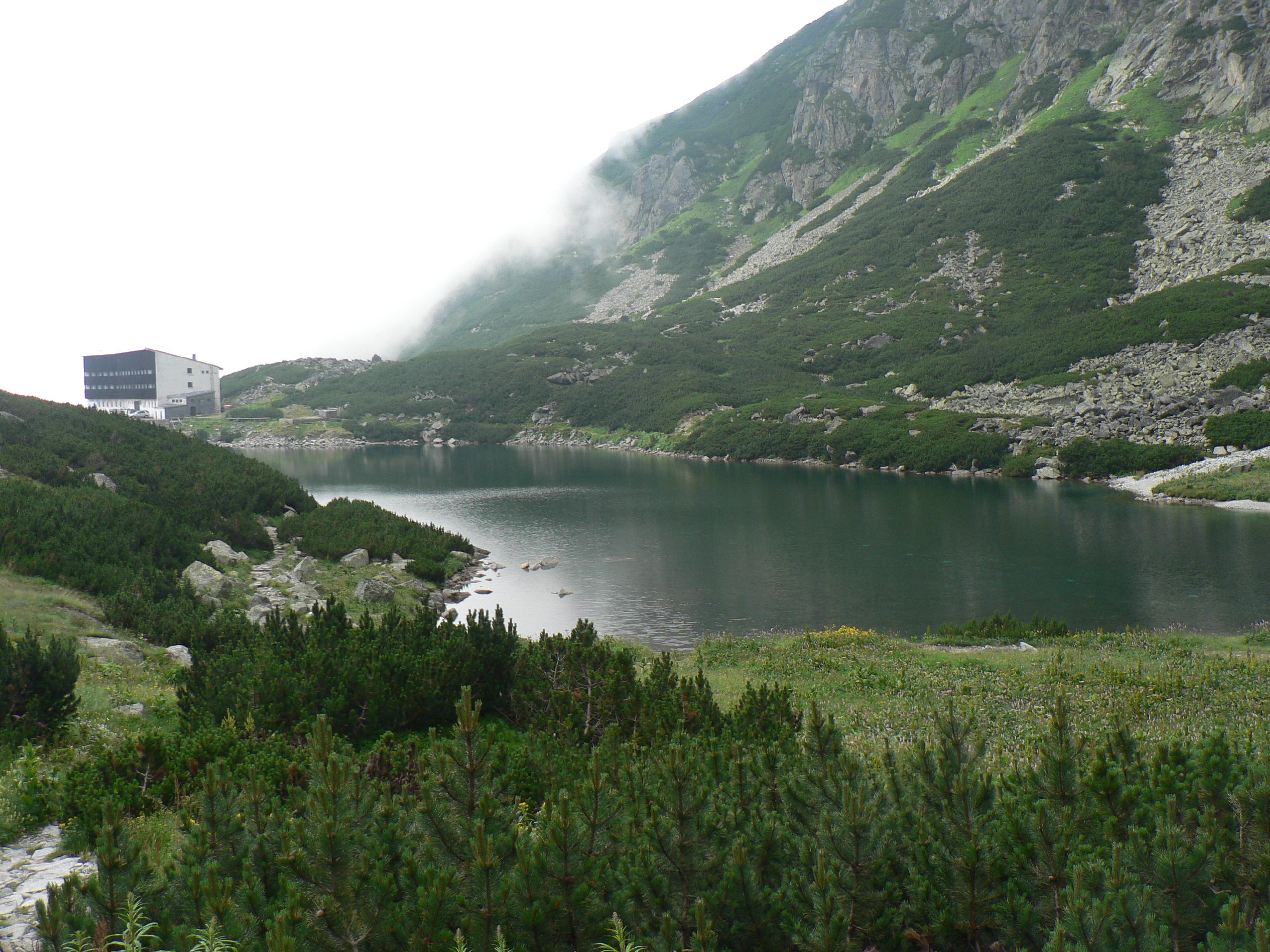
Wielicki Staw i Śląski Dom

## Szlaki turystyczne
Czasy przejścia podane na podstawie mapy.
  – zielony szlak z Tatrzańskiej Polanki wzdłuż Wielickiego Potoku nad Wielicki Staw i dalej na przełęcz Polski Grzebień.
- Czas przejścia z Tatrzańskiej Polanki nad Wielicki Staw: 1:45 h, ↓ 1:15 h
- Czas przejścia znad stawu na Polski Grzebień: 2 h, ↓ 1:30 h

  – znakowana czerwono Magistrala Tatrzańska na odcinku od Batyżowieckiego Stawu przez Gerlachowski Grzebień nad Wielicki Staw, stąd dalej na wschód do Smokowieckiego Siodełka.
- Czas przejścia znad Batyżowieckiego Stawu nad Wielicki Staw: 1 h w obie strony
- Czas przejścia znad Wielickiego Stawu na Siodełko: 2:05 h, z powrotem 2:20 h

    – do doliny wiedzie żółty szlak ze Starego Smokowca, do którego dołącza niebieski szlak z Tatrzańskich Zrębów. Dalej do hotelu wiedzie szlak zielony.
- Czas przejścia ze Starego Smokowca do szlaku niebieskiego: 1:35 h, ↓ 55 min
- Czas przejścia od szlaku niebieskiego do zielonego szlaku w Dolinie Wielickiej: 45 min, ↓ 30 min
- Czas przejścia szlakiem zielonym do hotelu: 20 min w obie strony